# 르완다두더지쥐
르완다두더지쥐(Tachyoryctes ruandae)는 소경쥐과에 속하는 설치류의 일종이다. 부룬디와 콩고민주공화국 그리고 르완다에서 발견된다. 자연 서식지는 아열대 또는 열대 기후 지역의 습윤 산지 숲과 고지대 초원, 농지, 목초지, 농장, 농촌의 정원, 크게 악화된 이전의 숲이다. 일부 분류학자들은 동아프리카두더지쥐(T. splendens)와 같은 종으로 간주하기도 한다.